# کورچووکا-کولونگا
کورچووکا-کولونگا (به لهستانی:  Korczówka-Kolonia) یک روستا در لهستان است که در گمینا اولشانکا (استان ماسوویان) واقع شده‌است.